# Presbytini
Presbytini – plemię ssaków naczelnych z podrodziny gerez (Colobinae) w obrębie rodziny koczkodanowatych (Cercopithecidae).

## Zasięg występowania
Plemię obejmuje gatunki występujące w południowej i południowo-wschodniej Azji.

## Systematyka
Do plemienia należą następujące rodzaje:
- Presbytis Eschscholtz, 1821 – langur
- Pygathrix É. Geoffroy Saint-Hilaire, 1812 – duk
- Rhinopithecus Milne-Edwards, 1872 – rokselana
- Simias G.S. Miller, 1903 – pagi – jedynym przedstawicielem jest Simias concolor G.S. Miller, 1903 – pagi mentawajski
- Nasalis É. Geoffroy Saint-Hilaire, 1812 – nosacz – jedynym przedstawicielem jest Nasalis larvatus (von Wurmb, 1787) – nosacz sundajski
- Semnopithecus Desmarest, 1822 – hulman
- Trachypithecus Reichenbach, 1862 – lutung

Opisano również rodzaj wymarły:
- Parapresbytis Kalmykov & Maschenko, 1992 – jedynym przedstawicielem był Parapresbytis eohanuman (Borissoglebskaya, 1981)